# Maroondah
Maroondah är en kommun i Australien. Den ligger i delstaten Victoria, omkring 27 kilometer öster om delstatshuvudstaden Melbourne. Antalet invånare är 109 575.
Följande samhällen finns i Maroondah:
- Ringwood East
- Heathmont
- Bayswater North
- Croydon North
- Croydon Hills
- Warranwood
- Croydon South
- Kilsyth South

I omgivningarna runt Maroondah växer i huvudsak städsegrön lövskog. Runt Maroondah är det tätbefolkat, med 286 invånare per kvadratkilometer. Genomsnittlig årsnederbörd är 1 244 millimeter. Den regnigaste månaden är juli, med i genomsnitt 140 mm nederbörd, och den torraste är januari, med 49 mm nederbörd.